# 中東義昭
中東 義昭（なかひがし よしあき、1945年8月16日 - ）は、日本のプロゴルファー。

## 来歴
1978年の産報クラシックでは初日を新井規矩雄・森憲二・山本政彦・小林富士夫・陳健振（中華民国）・横島由一と共に4アンダー68の8位タイ、1979年の千葉県オープンでは初日を長谷川勝治・小川清二・草壁政治に次ぐと同時に吉川稲利・窪田茂・日吉定雄と並んでの4位タイでスタートした。